# Азарх-Опалова Євгенія Емануїлівна
Євгенія Емануїлівна Азарх-Опалова (10 жовтня 1900, Рига, за іншими даними — Білий, Тверська губернія, Російська імперія — 12 грудня 1985, Київ, Українська РСР, СРСР) — українська акторка театру і кіно. Народна артистка Української РСР (1969).

## Життєпис
Народилася 10 жовтня 1900 року в Ризі. У 1921 році закінчила акторський факультет Театрального інституту в Петрограді. У 1920-х роках грала у Молодіжному театрі та театрі Книги у Петрограді. З 1930-х років — актриса театру імені Лесі Українки та Кіностудії імені Довженка у Києві. Була нагороджена орденом «Знак Пошани».
Померла 12 грудня 1985 року в Києві. Похована на Байковому кладовищі (стара територія, ділянка № 1).
Чоловік — Леонід Корецький (1897—1980)

## Фільмографія
- 1945 — Зигмунт Колосовський — фрау Пферке
- 1957 — Мораль пані Дульської — пані Дульска
- 1958 — Киянка — Свентицька
- 1959 — Коли починається юність — бабуся Анастасія
- 1959 — Це було навесні — Лідія Семенівна
- 1960 — Далеко від Батьківщини — епізод
- 1961 — З днем народження — секретар[5]
- 1963 — Королева бензоколонки — викладач[6]
- 1964 — Зірка балету — голова журі
- 1965 — Місяць травень — тітка Дуся[7]
- 1968 — Помилка Оноре де Бальзака — мати Бальзака
- 1971 — Лада з країни берендеїв — королева-бабуся[8]
- 1974 — Народжена революцією — Віра Леопольдівна
- 1974 — Совість — сусідка Волощука